# 157 př. n. l.

## Narození
- 6. června – Wen-ti, pátý císař čínské dynastie Chan (* 203 př. n. l.)
- ? – Gaius Marius – římský politik a reformátor

## Hlavy států
- Parthská říše – Mithradatés I. (171 – 139/138 př. n. l.)
- Egypt – Ptolemaios VI. Filométor (180 – 145 př. n. l.)
- Bosporská říše – Pairisades III. (180 – 150 př. n. l.)
- Bithýnie – Prusias II. (182 – 149 př. n. l.)
- Numidie – Masinissa (202 – 148 př. n. l.)
- Čína – Wen-ti, Ťing-ti (dynastie Západní Chan)